# ちばぎん証券
ちばぎん証券株式会社（ちばぎんしょうけん）は、千葉銀行グループの証券会社。本社は千葉市中央区にある。

## 概要
山一證券傘下の中央証券として営業していたが、山一證券が経営破綻したのに伴い、当時、千葉銀行が第二位株主であったことからちばぎんグループ入りし、2011年1月に商号をちばぎん証券に変更した。
千葉銀行による完全子会社化直後の2011年11月の時点では千葉県と東京都以外にも茨城県・埼玉県・長野県を営業地域として拠点を置いていたが、店舗の統廃合を進め、2017年7月までに埼玉県と長野県から、2020年9月までに茨城県から撤退していた。
2016年3月に締結した千葉銀行と武蔵野銀行の資本・業務提携に基づき、2017年12月末までに埼玉県内に4拠点を新設し、同県に再進出した。また、武蔵野銀行は2017年度内にちばぎん証券に出資する方向で検討を進めている。

## 沿革
- 1883年（明治16年）6月 - 旧小布施証券創業。
- 1923年（大正12年）4月 - 旧鳥海証券設立。
- 1981年（昭和56年）10月1日 - 小布施証券・鳥海証券の合併により中央証券株式会社設立[6]。
- 2011年（平成23年）
  - 1月1日 - 商号をちばぎん証券に変更。また、本店を東京都中央区日本橋茅場町1-2-18から千葉県千葉市中央区中央2-5-1に移転。
  - 10月1日 - 簡易株式交換により千葉銀行の完全子会社化。
- 2017年（平成29年）
  - 8月22日 - さいたま営業部を開設。
  - 9月7日 - 浦和支店を開設。
  - 12月 - 草加、所沢に支店を開設。
- 2023年（令和5年）6月23日 - 仕組み債の販売を巡って、金融庁関東財務局から金融商品取引法に基づく業務改善命令を受ける（後述）[7][8]。

## 不祥事

### 仕組み債を巡る処分
2023年6月9日、証券取引等監視委員会はちばぎん証券と親会社の千葉銀行、ちばぎん証券と業務提携している武蔵野銀行の3社に対して行政処分を行うように金融庁に勧告したことを発表した。同委員会によると、高い利回りが期待できる一方で元本割れのリスクも高いとされている「仕組み債」と呼ばれている金融商品について、ちばぎん証券は顧客に対して十分な説明をせずに販売していた事例があったとしている。また、千葉銀行と武蔵野銀行は顧客紹介に問題があり、投資者保護上の問題行為として、対応が不適切だったとしている。
また、日本証券業協会によると、ちばぎん証券の口座数に占める苦情件数が同協会に加盟している会員の中では最も多く、同証券に過去に計3回注意喚起をしたが、業務改善に十分に取り組まなかったとしている。
その後、金融庁関東財務局は証券取引等監視委員会からの勧告を受けて、ちばぎん証券と千葉銀行、武蔵野銀行の3社に対して、金融商品取引法に基づく業務改善命令を出した。
同年8月31日、責任を取って千葉銀行の佐久間英利会長が2024年3月31日付で辞任することが発表された。
同年9月20日、日本証券業協会はちばぎん証券に対して、過怠金5000万円を科すと共に千葉銀行と武蔵野銀行にも譴責とする処分を出したことを発表した。